# Audi A2
De Audi A2 is een model van Duitse autoproducent Audi, oorspronkelijk uit 1999. De auto is gemaakt van aluminium. Onder andere het relatief lage gewicht (minder dan 900 kg) en de aandacht voor het minimaliseren van luchtweerstand dragen bij aan een relatief laag brandstofverbruik. Zo zijn, bij een gemiddelde rijstijl, verbruikscijfers van onder de vier liter per 100 km mogelijk. Dit kwam door de lage luchtweerstand. Op het moment dat de Audi A2 gelanceerd werd, was het de auto met de laagste weerstandscoëfficiënt tot dan toe van 0,25.
De uitvoering is een vijfdeurs hatchback. De verkoopcijfers waren minder dan verwacht, waardoor Audi eind 2005 stopte met de productie. Audi liet weten dat het een vernieuwde A2 op de markt zal brengen wegens de populariteit van eco-modellen. Dit werd uiteindelijk de Audi A1, die in 2010 gepresenteerd werd. De bedoeling was per jaar 60.000 exemplaren te bouwen. Door tegenvallende verkoopcijfers, zijn er tussen 2000 en 2005 iets meer dan 175.000 exemplaren gebouwd.

## Uiterlijk
De auto heeft een erg ronde vorm. Daarmee valt het design op tussen andere auto's. Dit was allemaal vanwege de luchtweerstand. Ook ten opzichte van andere Audi modellen is er een verschil, zoals de andere grill. Ook bevatte het een kleine achtervleugel. Ondanks dat Audi de zogenaamde Space grille introduceerde op andere modellen, heeft de Audi A2 nooit een facelift ontvangen.

## Technisch

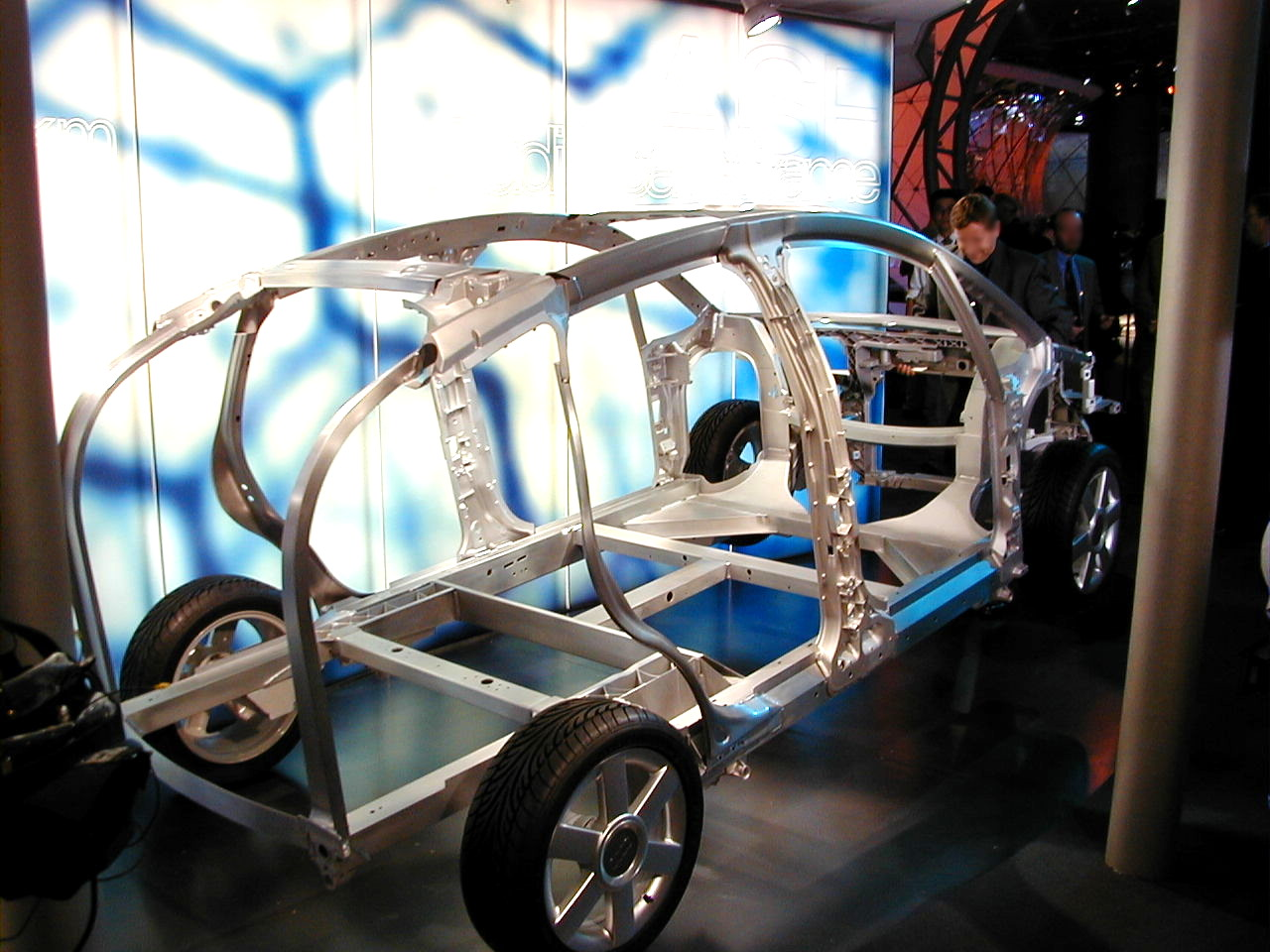
Aluminium chassis gebaseerd op Audi Space Frame

De Audi A2 is op het Volkswagen Group A04-platform gebaseerd waar ook de vierde generatie Volkswagen Polo op gebouwd is. De Audi A2 had echter een aluminium chassis gebaseerd op het Audi Space Frame ontwerp (ASF) van de Audi A8.
De auto maakt gebruik van verschillende motoren. Er zijn 1.2 en 1.4 liter driecilinder diesel lijnmotoren. Ook zijn er 1.4 en 1.6 liter viercilinder benzine lijnmotoren. De 1.6 maakt gebruik van directe benzine-inspuiting, FSI. De 1.2 zijn het zuinigst met een verbruik van 3 liter per 100 kilometer. De 1.4 diesel verbruikt 4 liter per 100 kilometer, de benzinemotoren verbruiken 6 liter per 100 kilometer.
De auto heeft voorwielaandrijving. De auto wordt geleverd met een automatische versnellingsbak op de 1.2 liter diesel modellen. De andere modellen zijn uitgerust met een handmatige versnellingsbak, allen met vijf versnellingen.

## Geleverde motoren

### Benzine
| Geleverde Benzine motoren | Geleverde Benzine motoren | Geleverde Benzine motoren | Geleverde Benzine motoren | Geleverde Benzine motoren | Geleverde Benzine motoren | Geleverde Benzine motoren | Geleverde Benzine motoren | Geleverde Benzine motoren | Geleverde Benzine motoren | Geleverde Benzine motoren | Geleverde Benzine motoren | Geleverde Benzine motoren | Geleverde Benzine motoren | Geleverde Benzine motoren | Geleverde Benzine motoren | Geleverde Benzine motoren | Geleverde Benzine motoren | Geleverde Benzine motoren | Geleverde Benzine motoren |
| Type                      | Motor                     | Motor                     | Motor                     | Motor                     | Motor                     | Motor                     | Vermogen                  | Koppel                    | Aandrijving               | Overbrenging              | Topsnelheid               | 0-100 km/u                | Verbruik                  | Emissie                   | Gewicht                   | Tankinhoud                | Actieradius               | Koffervolume              | Productie                 |
| Type                      | Cilinders                 | Kleppen                   | Inhoud                    | Boring                    | Slag                      | Compressie                | Vermogen                  | Koppel                    | Aandrijving               | Overbrenging              | Topsnelheid               | 0-100 km/u                | Verbruik                  | Emissie                   | Gewicht                   | Tankinhoud                | Actieradius               | Koffervolume              | Productie                 |
| ------------------------- | ------------------------- | ------------------------- | ------------------------- | ------------------------- | ------------------------- | ------------------------- | ------------------------- | ------------------------- | ------------------------- | ------------------------- | ------------------------- | ------------------------- | ------------------------- | ------------------------- | ------------------------- | ------------------------- | ------------------------- | ------------------------- | ------------------------- |
| 1.4                       | 4-in-lijn                 | 16V                       | 1.390 cm³                 | 76,5 mm                   | 75,6 mm                   | 10½:1                     | 55 kW 75 pk               | 126 Nm                    | Voorwiel                  | 5-bak                     | 173 km/u                  | 12 s                      | 6 l/100km                 | 144 g/km                  | 895 kg                    | 34 L                      | 567 km                    | 390 L                     | sep-00 aug-05             |
| 1.6 FSI                   | 4-in-lijn                 | 16V                       | 1.598 cm³                 | 76,5 mm                   | 86,9 mm                   | 12:1                      | 81 kW 110 pk              | 155 Nm                    | Voorwiel                  | 5-bak                     | 202 km/u                  | 9,8 s                     | 5,9 l/100km               | 142 g/km                  | 995 kg                    | 42 L                      | 712 km                    | 390 L                     | mrt-02 aug-05             |

### Diesel
| Geleverde Diesel motoren | Geleverde Diesel motoren | Geleverde Diesel motoren | Geleverde Diesel motoren | Geleverde Diesel motoren | Geleverde Diesel motoren | Geleverde Diesel motoren | Geleverde Diesel motoren | Geleverde Diesel motoren | Geleverde Diesel motoren | Geleverde Diesel motoren | Geleverde Diesel motoren | Geleverde Diesel motoren | Geleverde Diesel motoren | Geleverde Diesel motoren | Geleverde Diesel motoren | Geleverde Diesel motoren | Geleverde Diesel motoren | Geleverde Diesel motoren | Geleverde Diesel motoren |
| Type                     | Motor                    | Motor                    | Motor                    | Motor                    | Motor                    | Motor                    | Vermogen                 | Koppel                   | Aandrijving              | Overbrenging             | Topsnelheid              | 0-100 km/u               | Verbruik                 | Emissie                  | Gewicht                  | Tankinhoud               | Actieradius              | Koffervolume             | Productie                |
| Type                     | Cilinders                | Kleppen                  | Inhoud                   | Boring                   | Slag                     | Compressie               | Vermogen                 | Koppel                   | Aandrijving              | Overbrenging             | Topsnelheid              | 0-100 km/u               | Verbruik                 | Emissie                  | Gewicht                  | Tankinhoud               | Actieradius              | Koffervolume             | Productie                |
| ------------------------ | ------------------------ | ------------------------ | ------------------------ | ------------------------ | ------------------------ | ------------------------ | ------------------------ | ------------------------ | ------------------------ | ------------------------ | ------------------------ | ------------------------ | ------------------------ | ------------------------ | ------------------------ | ------------------------ | ------------------------ | ------------------------ | ------------------------ |
| 1.2 TDI                  | 3-in-lijn                | 6V                       | 1.191 cm³                | 76,5 mm                  | 86,4 mm                  | 19½:1                    | 45 kW 61 pk              | 140 Nm                   | Voorwiel                 | 5-traps automaat         | 168 km/u                 | 14,8 s                   | 2,99 l/100km             | 81 g/km                  | 825 kg                   | 20 L                     | 669 km                   | 350 L                    | nov-99 jan-01            |
| 1.2 TDI                  | 3-in-lijn                | 6V                       | 1.191 cm³                | 76,5 mm                  | 86,4 mm                  | 19½:1                    | 45 kW 61 pk              | 140 Nm                   | Voorwiel                 | 5-traps automaat         | 168 km/u                 | 14,9 s                   | 2,99 l/100km             | 81 g/km                  | 855 kg                   | 21 L                     | 702 km                   | 350 L                    | feb-01 aug-05            |
| 1.4 TDI                  | 3-in-lijn                | 6V                       | 1.422 cm³                | 79,5 mm                  | 95,5 mm                  | 19½:1                    | 55 kW 75 pk              | 195 Nm                   | Voorwiel                 | 5-bak                    | 173 km/u                 | 12,3 s                   | 4,3 l/100km              | 116 g/km                 | 990 kg                   | 34 L                     | 791 km                   | 390 L                    | sep-00 aug-03            |
| 1.4 TDI                  | 3-in-lijn                | 6V                       | 1.422 cm³                | 79,5 mm                  | 95,5 mm                  | 18:1                     | 66 kW 90 pk              | 230 Nm                   | Voorwiel                 | 5-bak                    | 188 km/u                 | 10,9 s                   | 4,3 l/100km              | 116 g/km                 | 1030 kg                  | 42 L                     | 977 km                   | 390 L                    | sep-03 aug-05            |

## Productie
| Model | 2000   | 2001   | 2002   | 2003   | 2004   | 2005   | Totaal  |
| ----- | ------ | ------ | ------ | ------ | ------ | ------ | ------- |
| A2    | 32.164 | 49.369 | 37.578 | 27.323 | 19.745 | 10.026 | 176.205 |

## Conceptauto's

### AL₂ Concept

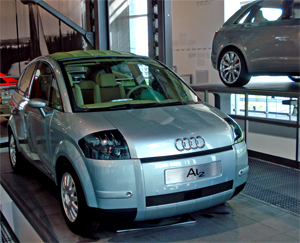
Audi AL₂ Concept

De Audi AL₂ was een conceptwagen, gepresenteerd in 1997, die het grondwerk legde voor de uiteindelijke Audi A2. De kenmerkende spatborden, de hele carrosserievorm en de koplampen lijken allemaal erg op de productie A2. Het meest opmerkelijke verschil is het gebied tussen de koplampen waar de productieauto een grill heeft. Ook is de uiteindelijke A2 iets groter dan het concept.

### A2H2 Concept

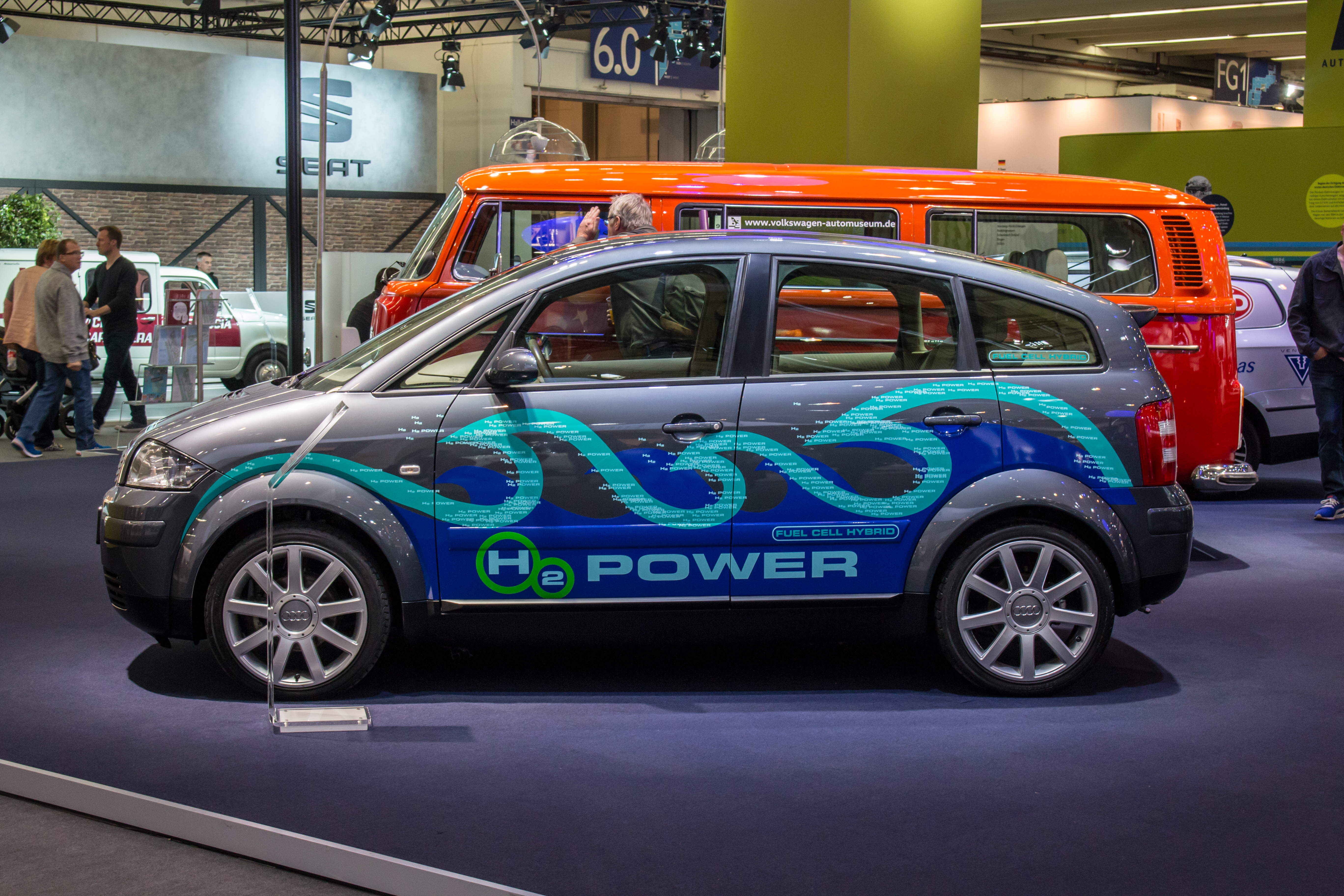
Audi A2H2 Concept

De Audi A2H2 was een conceptwagen die, zoals de naam deed vermoeden, op waterstof rijdt in plaats van de gebruikelijke fossiele brandstoffen. Het model, gepresenteerd in 2004, was verder grotendeels gelijk aan de productievariant. De A2H2 wordt geklasseerd als brandstofcelauto, aangezien er gebruikgemaakt is van 3 waterstof tanks.

### A2 e-tron Concept

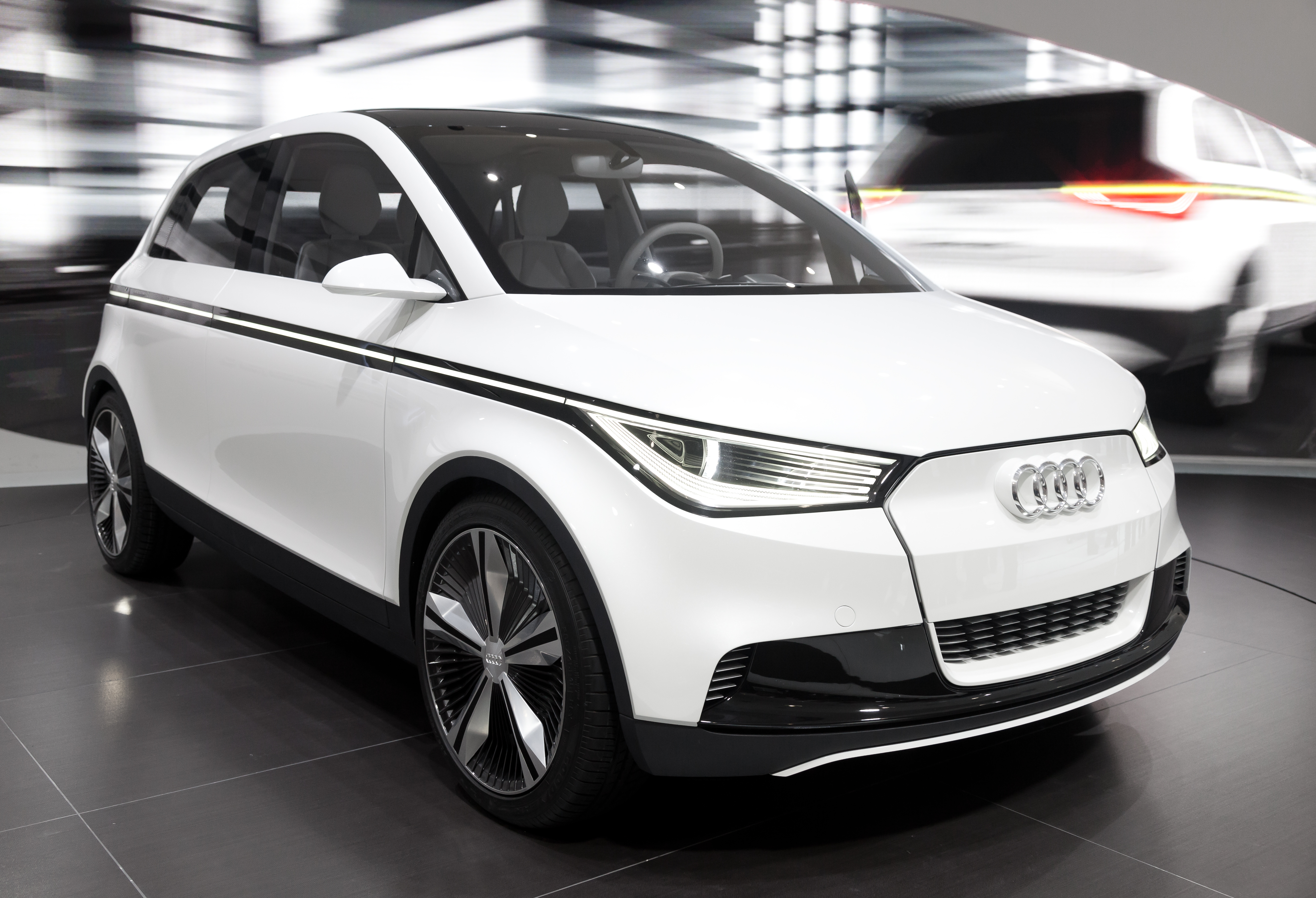
Audi A2 e-tron Concept

Op 7 september 2011, op de Frankfurt Motor Show, werd een nieuw model Audi A2 e-tron gepresenteerd als concept. Dit was een volledig elektrisch aangedreven plug-in, en werd aangedreven door een 116 pk sterke elektromotor. Het model vertoonde veel overeenkomsten met de Audi A1. Net als bij de originele Audi A2 was het gewicht een van de belangrijkste factoren, ondanks de lithiumionbatterijen woog het model slechts 1150 kg. De actieradius werd geschat op ongeveer 200 kilometer die kon worden behaald op 1 volle lading van de 31 kWh sterke batterij.

## Galerij

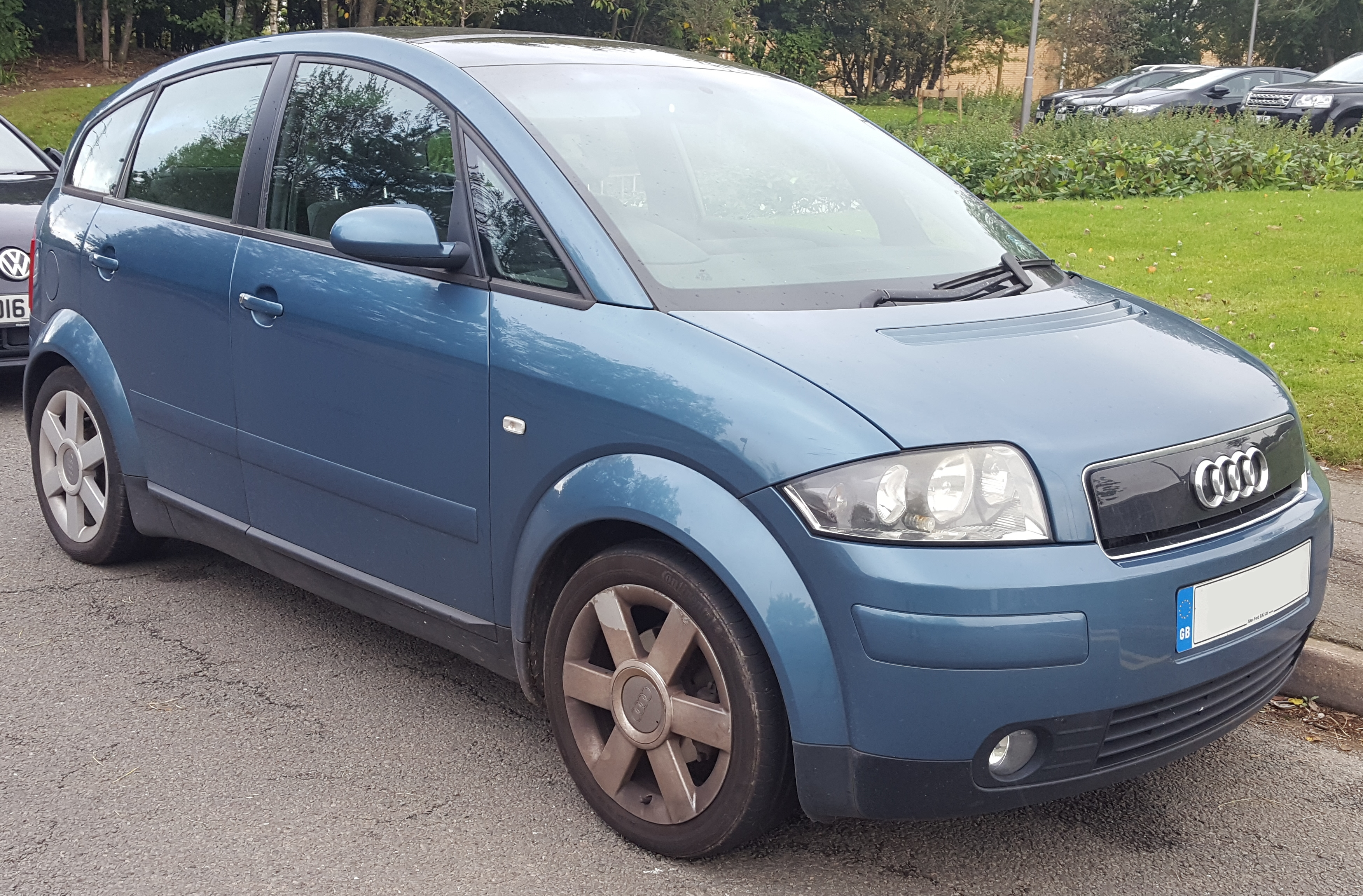
Voorkant 2001 1.4 TDI model
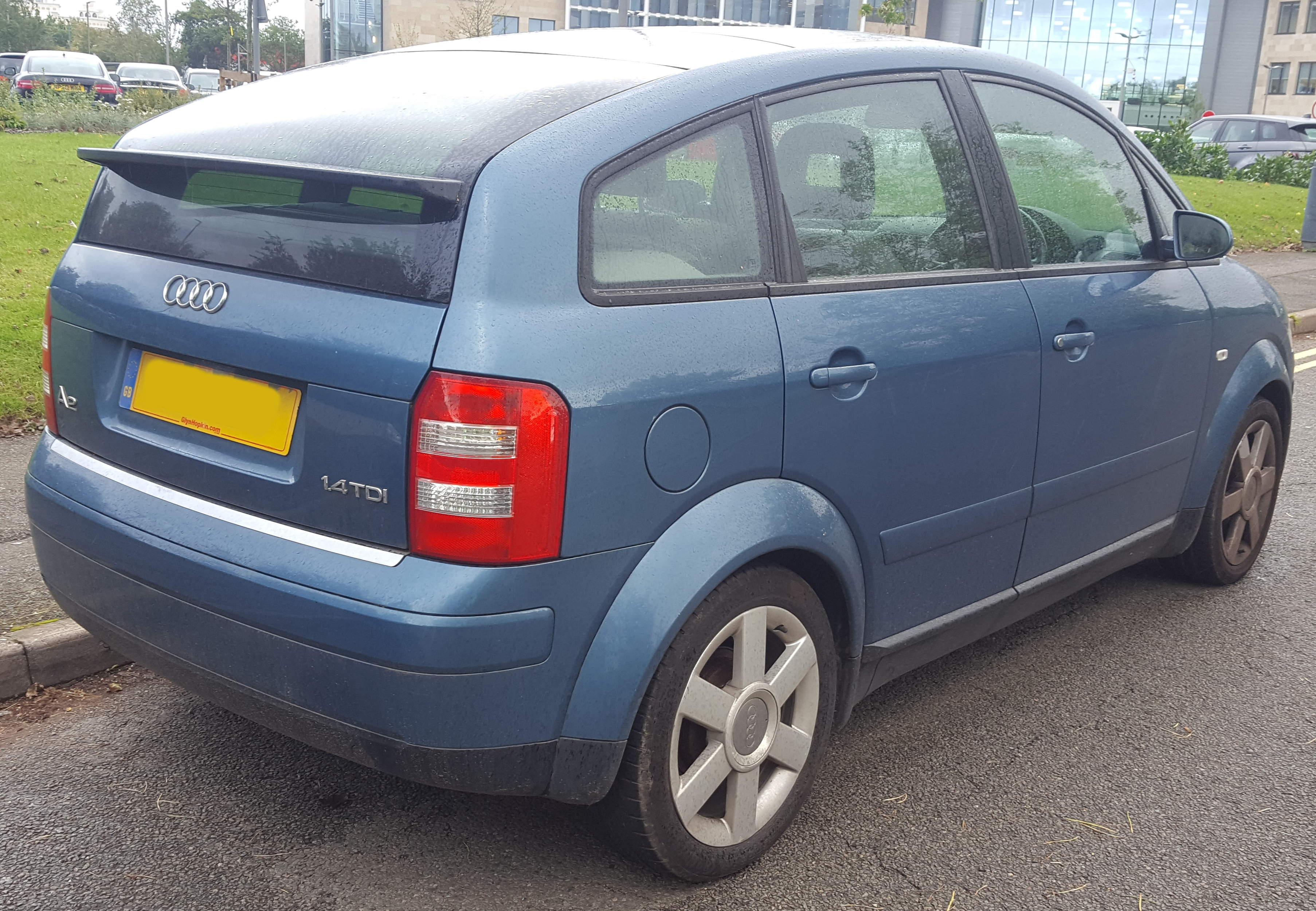
Achterkant 2001 1.4 TDI model
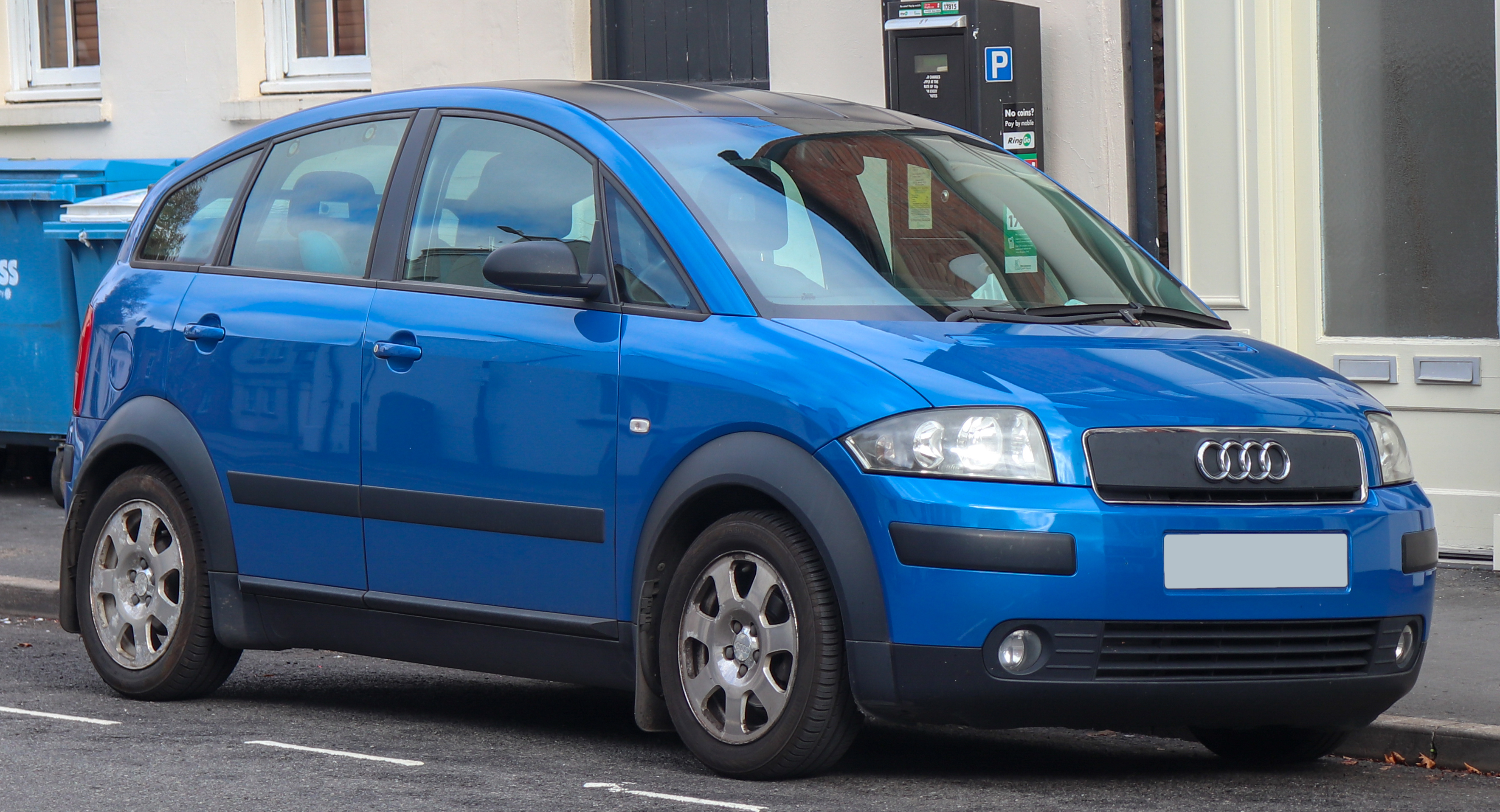
Voorkant 2003 1.6 FSI model
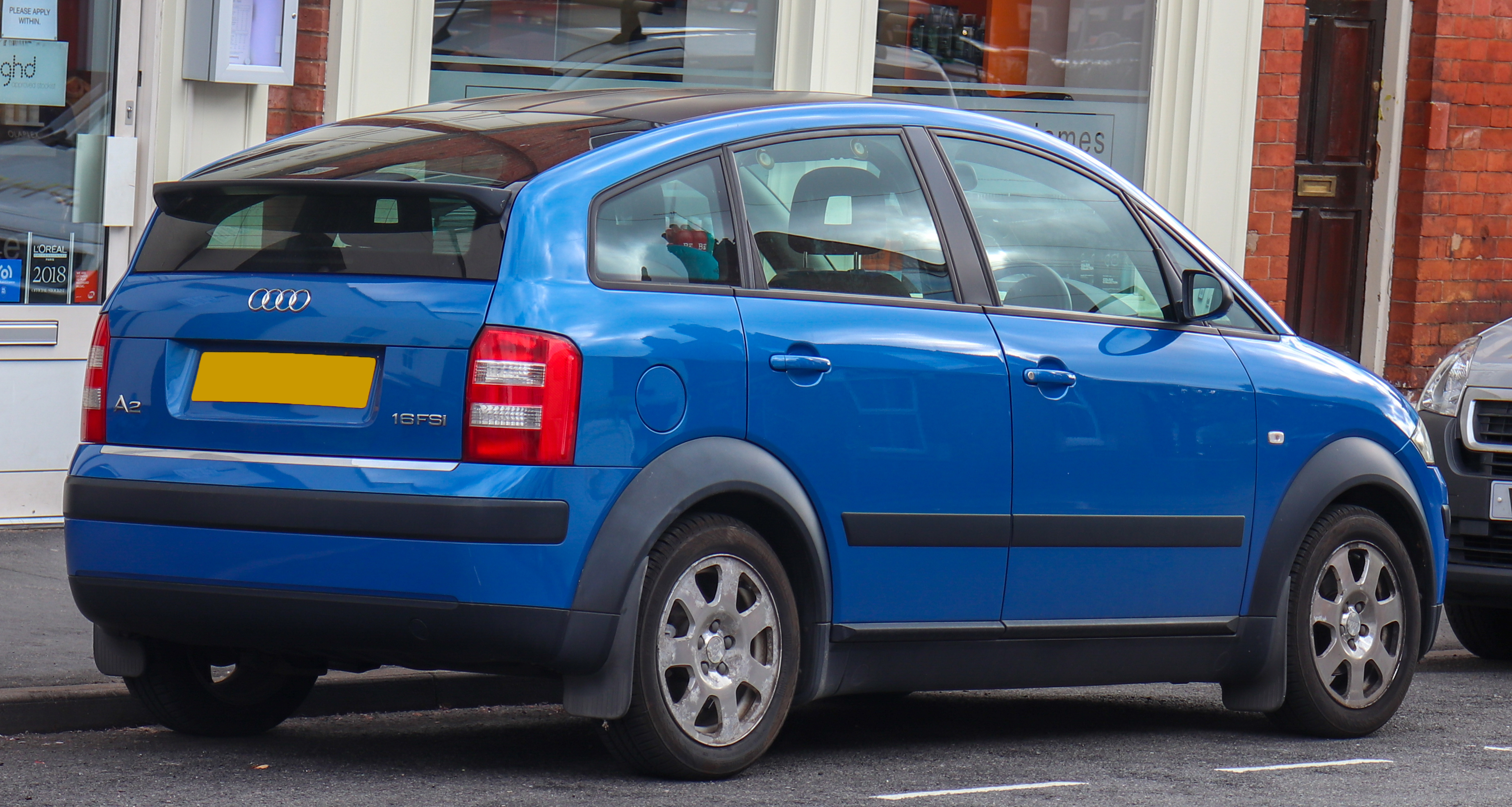
Achterkant 2003 1.6 FSI model
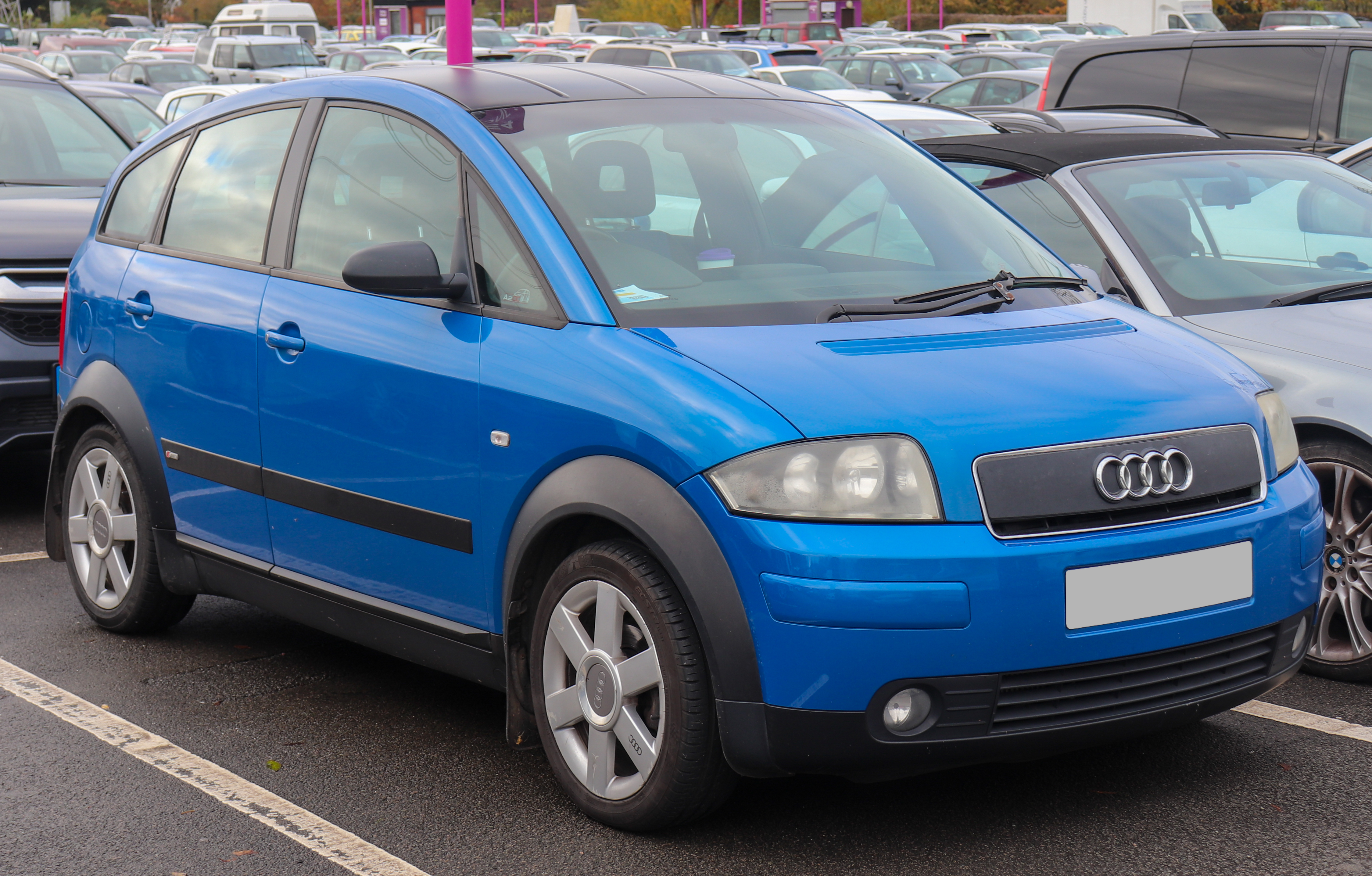
Voorkant 2004 1.4 TDI model
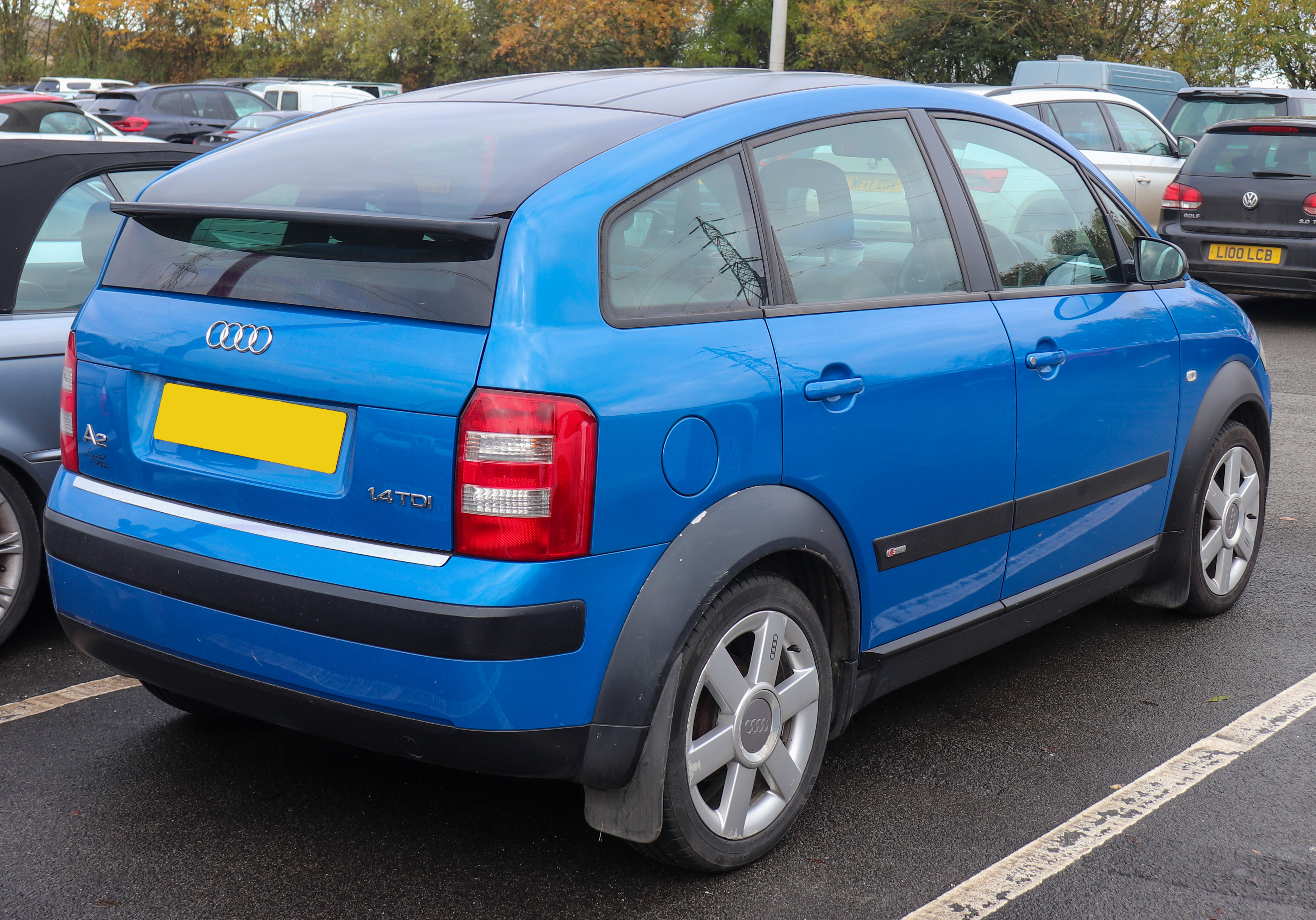
Achterkant 2004 1.4 TDI model